# 都電志村線
都電志村線（とでんしむらせん）は、かつて東京都交通局により、板橋区の板橋と志村を中山道沿いに結んでいた東京都電車（都電）の路線である。
本項では巣鴨と板橋を結び、都電志村線に接続していた都電板橋線（とでんいたばしせん）についても記述する。これら2路線を合わせて都電志村線と称することもあった。

## 歴史
- 1929年（昭和4年）4月19日：東京市電気局により、巣鴨車庫 - 西巣鴨町（後の西巣鴨）間開業[1]。
- 1929年（昭和4年）5月27日：西巣鴨町- 下板橋間開業[1]。24系統（下板橋 - 巣鴨車庫 - 日比谷）運行開始。
- 1931年（昭和6年）4月1日：市電運転系統改定により、18系統・神田橋 - 下板橋間の運転となる[2]。
- 1944年（昭和19年）7月5日：下板橋 - 新板橋（後の板橋町十丁目→板橋本町）間開業[3]。18系統・新板橋－神田橋間の運転となる[2]。
- 1944年（昭和19年）10月5日：板橋町十丁目 - 志村（後の志村坂上）間開業[4][5]。駕籠町（後の千石一丁目） - 志村間の運転となる[6]。
- 1947年（昭和22年）4月1日：神保町 - 志村間の運転が神田橋 - 志村間に延長される[7]。
- 1948年（昭和23年）5月25日：巣鴨車庫 - 日比谷公園間の35系統新設に伴い神田橋 - 神保町間が打ち切られ、神保町 - 志村間の運転に戻される[8]。
- 1949年（昭和24年）2月1日：神保町 - 志村間の運転が再度神田橋 - 志村間に改められ、18系統について運転区間が確定する[9]　。
- 1955年（昭和30年）6月10日：志村坂上 - 志村橋間開業。巣鴨車庫 - 志村橋間の41系統新設[10][11]。
- 1966年（昭和41年）5月29日：都営地下鉄6号線（現・三田線）着工に伴い廃止[12]。

都営地下鉄6号線の建設は、中山道に土砂搬出用のスキップを建てると道路幅員が狭くなり渋滞を招くということで道路敷設許可が遅れていた。このため警視庁と協議し、歩道を掘り下げたうえ、志村線を廃止のうえで道路幅員を確保することになった。
廃止日（1966年5月29日）以降は都営バス都電代替系統：都営志村車庫－巣鴨駅間（他区間運転3種）が設定されたが、1968年（昭和43年）12月27日の都営地下鉄6号線の開通に伴い、同年12月31日限りで廃止された。他に都営バス105系統（蕨操車場 - 志村橋 - 巣鴨駅 - 白山上 - 東京駅北口）および国際興業バスの電車並行運転区間が代替交通機関として指定された。
巣鴨車庫（巣鴨電車営業所）は1968年（昭和43年）2月25日の35系統（巣鴨車庫－水道橋－西新橋一丁目）廃止に伴い都営バス車庫に転用され、巣鴨自動車営業所と改称された。2013年まで電車営業所当時の建物で営業が行われていた。

## 系統
最終運行時点のもの。いずれも巣鴨電車営業所担当。志村線内の経由停留所は次項参照。
- 18系統：神田橋－神保町（千代田区）－春日町（後の文京区役所）－白山上－駕籠町（後の千石一丁目・文京区）－巣鴨車庫前（豊島区）－志村坂上
  - 区間運転として、板橋本町折り返し便も設定されていた[18]。
- 41系統：巣鴨車庫前－志村橋

両系統とも1966年5月28日限りで運行を終了した。

## 停留場一覧
最終運行時点のもの。ここでは都電41系統に則して表記してある。カッコ内は2016年現在の都営地下鉄三田線の近接駅（★）および国際興業バス池21系統（☆）・都営バス草63系統・草64系統の近接停留所（△）。
豊島区
- 巣鴨車庫前（巣鴨駅★　巣鴨駅前、とげぬき地蔵前△）：巣鴨駅北口、東京都交通局巣鴨電車営業所門前。
- 巣鴨四丁目（巣鴨四丁目△）：1944年10月に一度廃止され、1948年4月に再設置された。
- 新庚申塚（西巣鴨駅★　新庚申塚△）：開設当時は「庚申塚」。1930年ごろに改称。現在の荒川線（当時は王子電気軌道）新庚申塚停留場は板橋線が下板橋まで全通した1929年5月27日に「板橋新道」として設置され、1930年3月に「新庚申塚」に改称された。
- 西巣鴨（西巣鴨駅★　西巣鴨△）：開設当時は「西巣鴨町」。1946年ごろ改称。西巣鴨 - 板橋区役所間では、1978年11月1日以降路線バスは運行されていない。

北区
- 滝野川五丁目：開設当時は「御代ノ台」（みよのだい）。1946年9月から1947年6月まではおよそ200m西側に移設され「狐塚」（きつねづか）と称された。「御代ノ台」に戻されたのち、1953年ごろに改称された。改称後も「御代ノ台」は副名称として表示されていた。

板橋区
- 板橋駅前（新板橋駅★）：開設当時は「板橋郵便局前」。
  - （参考）下板橋：板橋線開通当初の終点。1944年7月5日の志村線延長開業時に廃止。東武東上本線下板橋駅とは位置が異なり、平尾追分付近に存在した。

- 板橋五丁目：当時の板橋町六丁目の埼玉銀行板橋支店（2016年時点では板橋三丁目のりそな銀行板橋支店）付近に設置されていた。
- 板橋区役所前（板橋区役所前駅★　国際興業：板橋区役所☆）：東京都道317号環状六号線（山手通り）仲宿終点の南東側に設置されていた。
- 仲宿（仲宿☆）：開設当時は「板橋町八丁目」のち「板橋八丁目」。1945年ごろに一度廃止され、1948年4月に再設置された。1957年に板橋区が実施した地番整理に応じて、同年7月25日に改称された。
- 板橋本町（上宿☆）：開設当時は「新板橋」。石神井川にかかる中山道新道（国道17号）の橋梁が”新板橋”であることに由来する。1944年10月5日の志村延長に伴い「板橋町十丁目」に改称、のち「板橋十丁目」となる。1956年に板橋区が実施した地番整理に応じて改称された。愛染通り交差点付近に設置されていて、「愛染通」の副名称が付けられていた。地下鉄三田線板橋本町駅および新板橋駅からは離れている。
- 大和町（板橋本町駅★　大和町☆）：開設当時は「富士見通」。1956年に板橋区が実施した地番整理に応じて改称されたが、「富士見通」は副名称としてその後も表示されていた。東京都道318号環状七号線大和町交差点の北、富士銀行（2016年時点ではみずほ銀行）板橋支店前に設置されていた。
- 清水町（清水町☆）
- 蓮沼町（本蓮沼駅★☆）
- 小豆沢町（小豆沢☆）
- 志村坂上（志村坂上駅★　志村坂上☆）：開設当時は「志村」。1955年6月の志村橋延長時に改称。
- 志村坂下（志村坂下☆）：東京都道311号環状八号線交差点付近に設置されていた。
- 長後町一丁目（志村橋方面：東坂下二丁目☆、巣鴨方面：二軒家☆）：東京都道446号長後赤塚線交差点の南北に分かれて設置されていた。
- 長後町二丁目（三軒家☆）
- 志村橋（志村橋☆）

## 利用状況
運転本数
|                    | 18系統      | 41系統  |
| ------------------ | ----------- | ------- |
| 1960年（昭和35年） | 365往復     | 214往復 |
| 1961年（昭和36年） | 341往復     | 204往復 |
| 1962年（昭和37年） | 312往復     | 192往復 |
| 1963年（昭和38年） | 291往復     | 183往復 |
| 1964年（昭和39年） | 266往復     | 164往復 |
| 1966年（昭和41年） | 239往復[27] | 134往復 |
一日輸送人員
| 1960年（昭和35年） | 91,328人 |
| 1961年（昭和36年） | 90,141人 |
| 1962年（昭和37年） | 82,561人 |
| 1963年（昭和38年） | 75,437人 |
| 1964年（昭和39年） | 71,358人 |

## 接続路線
- 西巣鴨：都営トロリーバス103系統（池袋駅前 - 亀戸駅前）、104系統（池袋駅前 - 浅草雷門）
- 新庚申塚：都電32系統（荒川車庫前 - 王子駅前 - 大塚駅前 - 早稲田）- 現在も都電荒川線として営業中。
- 巣鴨車庫前：都電35系統（巣鴨車庫前 - 文京区役所前 - 神田橋 - 西新橋一丁目）- 都営地下鉄三田線巣鴨駅から内幸町駅間とほぼ並行するかたちで運行されていた。

## 主要参考文献
- 林順信『都電の消えた街：東京今昔対比写真 山手編』諸河久、大正出版、1983年6月。ISBN 9784811706085。
- 林順信、諸河久『おもいでの都電』保育社〈カラーブックス 712〉、1986年8月。ISBN 4586507128。
- 新宿歴史博物館・板橋区立郷土資料館 編『トラムとメトロ』1998年7月。
- 小林保男『昭和30年代・40年代の板橋区：なつかしい青春の記憶』三冬社、2009年9月。ISBN 9784904022542。
- 『都営交通100周年 都電写真集』東京都交通局、2011年7月。